# Avon Championships of Cincinnati 1981
Avon Championships of Cincinnati 1981 — жіночий тенісний турнір, що проходив на закритих кортах з килимовим покриттям Riverfront Coliseum у Цинциннаті (США). Належав до Avon Championships Circuit 1981. Турнір відбувся вдруге і тривав з 19 січня до 25 січня 1981 року. Перша сіяна Мартіна Навратілова здобула титул в одиночному розряді й отримала за це 30 тис. доларів США.

## Фінальна частина

### Одиночний розряд
Мартіна Навратілова —  Сільвія Ганіка 6–2, 6–4
- Для Навратілової це був перший титул в одиночному розряді за сезон і 46-й — за кар'єру.

### Парний розряд
Кеті Джордан /  Енн Сміт —  Мартіна Навратілова /  Пем Шрайвер 1–6, 6–3, 6–3

## Розподіл призових грошей
| Дисципліна       | П       | F       | ПФ     | ЧФ     | 1/8    | 1/16   |
| Одиночний розряд | $30,000 | $15,000 | $7,350 | $3,600 | $1,900 | $1,100 |